# Vinodolia fiumana
Vinodolia fiumana е вид охлюв от семейство Hydrobiidae. Видът е застрашен от изчезване.

## Разпространение
Разпространен е в Хърватия.

## Описание
Популацията на вида е намаляваща.